# コルドラへの道
『コルドラへの道』（They Came to Cordura）は1959年のアメリカ合衆国の西部劇映画。出演はゲイリー・クーパーなど。

## 概要
グレンドン・スウォーサウトの同名小説（1958年）原作、ロバート・ロッセンが共同脚本・監督。
コルドラは騎兵隊基地のある地名だがスペイン語で勇気の意、コーデュラ（コルドラ）への道は『彼らは正気になった』という意味にもなる。

## あらすじ
舞台は1916年のアメリカ南部。アメリカ陸軍は革命家パンチョ・ビリャ懲罰のための遠征（パンチョ・ビリャ遠征）としてメキシコ領土を襲撃した。同時に、米国政府はヨーロッパで第一次世界大戦の前線に参加する兵士を募集、潜在的な新兵のモチベーションを高める手段として、戦闘で傑出した人物に議会名誉勲章を授与する予定。
ソーン少佐の所属する騎兵隊（ゲイリー・クーパー）は、メキシコ軍反乱軍との戦いに勝利した。戦いで活躍した5人の兵士を叙勲するため、またメキシコ反乱軍を手助けしたアメリカ人女性ギアリーを軍に引き渡すために、7人はテキサス州のコルドラ陸軍基地を目指し砂漠越えを敢行する。しかし、ギアリーの奔放な行動や道中ゲリラに道を阻まれ、馬を失い徒歩での旅路を強要され、更にソーン少佐の過去の噂を知るにつれ、兵士たちは次第にソーン少佐を敵視するようになり、欲望のままギアリーにも襲い掛かろうとするが…。

## キャスト
| 役名                 | 俳優               | 日本語吹替  | 日本語吹替   |
| 役名                 | 俳優               | NETテレビ版 | フジテレビ版 |
| -------------------- | ------------------ | ----------- | ------------ |
| ソーン少佐           | ゲイリー・クーパー | 黒沢良      | 井上孝雄     |
| アデレード・ギアリー | リタ・ヘイワース   | 藤波京子    | 寺島伸枝     |
| チョーク軍曹         | ヴァン・ヘフリン   | 小林昭二    | 富田耕生     |
| トルビー伍長         | リチャード・コンテ | 羽佐間道夫  | 今井健二     |
| ファウラー少尉       | タブ・ハンター     | 野沢那智    | 富山敬       |
| レンチハウゼン       | ディック・ヨーク   |             | 青野武       |
| へザリンドン一等兵   | マイケル・カラン   |             | 野島昭生     |
| ロジャース大佐       | ロバート・キース   |             | 大久保正信   |
| アレアガ隊長         | カルロス・ロメロ   |             | 木原抄二郎   |

- NET版：初回放送1969年12月7日『日曜洋画劇場』
- フジ版：初回放送1975年9月12日『ゴールデン洋画劇場』

## スタッフ
- 監督：ロバート・ロッセン
- 製作：ウィリアム・ゲッツ
- 原作：グレンドン・スウォーサウト
- 脚本：アイヴァン・モファット、ロバート・ロッセン
- 撮影：バーネット・ガフィ
- 音楽：モリス・W・ストロフ

## 制作
撮影はスノー・キャニオン州立公園とユタ州ハリスバーグ、カリフォルニア州インディオで行われた。
ディック・ヨークは本作の撮影中、手違いで180ポンドの人車軌道が突然伸し掛かったことから背中に傷を負ってしまう。この傷が後に、テレビドラマ『奥さまは魔女』を降板することになるなど、人生とキャリアに大きな影響を及ぼした。
サミー・カーンとジミー・ヴァン・ホイセンが書いた本作の曲は、フランク・シナトラらによって歌われた。